# Château de Brigode
Pour les articles homonymes, voir Brigode.
Le château de Brigode, appelé également château du comte de Montalembert, est un palais qui existait autrefois dans le village d'Annappes, et dont l'emplacement actuel est situé avenue du Golf, dans le quartier de Brigode, à Villeneuve-d'Ascq.

## Histoire
En 1770, le château est construit près d'Annappes par Pierre Jacques Joseph de Brigode.
Son fils Romain-Joseph de Brigode fait plus tard aménager un parc à l'anglaise, le parc de Brigode.
En mars 1815, au début des Cent-jours, le roi de France Louis XVIII, y fait une halte lors de la sa fuite vers la Belgique.
Le château devient par la suite propriété du comte Arthur de Montalembert.
Lors de la Seconde Guerre mondiale, le château héberge notamment le roi George VI du Royaume-Uni et Hermann Göring.

## Parc de l'ancien château de Brigode
Au début des années 1960, l'agence immobilière SEDAF  fut chargée de la construction d’un domaine résidentiel dans l’ancien parc du château. Il ne reste du château que les communs datant de 1820 qui servent de club-house pour le golf de Brigode.  Le parc  figure à l'Inventaire supplémentaire des Monuments historiques.